# Opponitz
Opponitz ist eine Gemeinde mit 880 Einwohnern (Stand 1. Jänner 2024) im Bezirk Amstetten in Niederösterreich. Hauptort der Gemeinde ist das Dorf Opponitz (ehemals Hauslehen).

## Geografie

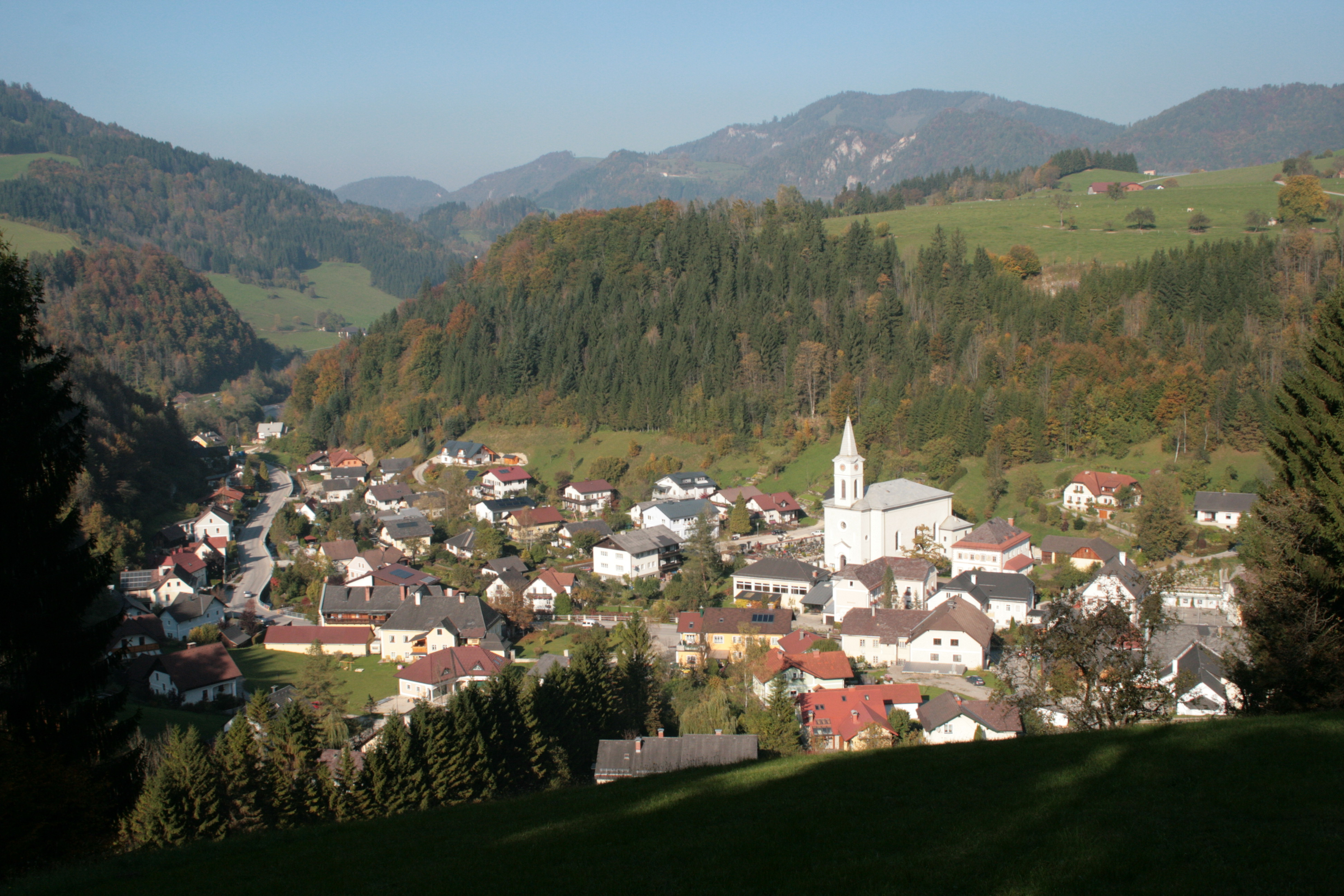
Ortsmitte mit Gemeindeamt und Pfarrkirche

Opponitz liegt an der Ybbs im Mostviertel in der niederösterreichischen Eisenwurzen. 72,7 Prozent der Fläche der Gemeinde sind bewaldet.
Das geschichtete Gestein der Gegend nennt sich Opponitz-Formation als lithostratigraphische Formation der oberen Trias der Nördlichen Kalkalpen.

### Gemeindegliederung
Die Gemeinde Opponitz besteht aus den vier Katastralgemeinden:
- Ofenberg (2,31 km²)
- Opponitz (20,08 km²)
- Schwarzenbach (8,19 km²)
- Thann (9,08 km²)

Das Gemeindegebiet umfasst folgende sieben Ortschaften (in Klammern Einwohnerzahl Stand 1. Jänner 2024):
- Graben (77)
- Gstadt (54)
- Hauslehen (454)
- Ofenberg (35)
- Schwarzenbach (61) samt Rehau
- Strubb (36)
- Thann (163)

Der Hauptort der Gemeinde besteht aus dem Dorf Opponitz (ehemals Hauslehen ⊙) und der umliegenden Streusiedlung Hauslehen-Zerstreute Häuser (⊙). Zu dieser Ortschaft gehören auch noch die Einzellage Glatzreith, Hinterleithen, Oberpoint, Pichl und Vorderleithen.

### Nachbargemeinden
|                                 | Waidhofen an der Ybbs (Statutarstd.)        | Ybbsitz              |
| Gaflenz (Bezirk Steyr-Land, OÖ) | Kompassrose, die auf Nachbargemeinden zeigt |                      |
| Hollenstein an der Ybbs         |                                             | St. Georgen am Reith |

## Geschichte
Im Altertum war das Gebiet Teil der Provinz Noricum. Der Ortsname Opponitz lässt auf eine frühere slawische Besiedlung schließen. Die slawische Schreibweise lautet „sobot nica“ und kann mit „Geräusch des Wassers“ übersetzt werden. In einem Passauer Urbar wird der Ort 1256 als „Opotnitz“ erstmals erwähnt.
Zwischen 1922 und 1924 wurde im Ortsteil Schwarzenbach von der Stadt Wien das Kraftwerk Opponitz errichtet.
Die Ybbstalbahn zwischen Waidhofen an der Ybbs und Lunz am See wurde 2011 eingestellt. Auf der ehemaligen Bahntrasse wird seit 2017 der Ybbstalradweg geführt.

### Einwohnerentwicklung
| Opponitz: Einwohnerzahlen von 1869 bis 2024         | Opponitz: Einwohnerzahlen von 1869 bis 2024 | Opponitz: Einwohnerzahlen von 1869 bis 2024 | Opponitz: Einwohnerzahlen von 1869 bis 2024 | Opponitz: Einwohnerzahlen von 1869 bis 2024 |
| --------------------------------------------------- | ------------------------------------------- | ------------------------------------------- | ------------------------------------------- | ------------------------------------------- |
| Jahr                                                |                                             |                                             |                                             | Einwohner                                   |
| 1869                                                | 1869                                        |                                             | 1.000                                       | 1.000                                       |
| 1880                                                | 1880                                        |                                             | 949                                         | 949                                         |
| 1890                                                | 1890                                        |                                             | 878                                         | 878                                         |
| 1900                                                | 1900                                        |                                             | 969                                         | 969                                         |
| 1910                                                | 1910                                        |                                             | 884                                         | 884                                         |
| 1923                                                | 1923                                        |                                             | 1.607                                       | 1.607                                       |
| 1934                                                | 1934                                        |                                             | 1.024                                       | 1.024                                       |
| 1939                                                | 1939                                        |                                             | 989                                         | 989                                         |
| 1951                                                | 1951                                        |                                             | 1.027                                       | 1.027                                       |
| 1961                                                | 1961                                        |                                             | 958                                         | 958                                         |
| 1971                                                | 1971                                        |                                             | 1.006                                       | 1.006                                       |
| 1981                                                | 1981                                        |                                             | 1.006                                       | 1.006                                       |
| 1991                                                | 1991                                        |                                             | 1.031                                       | 1.031                                       |
| 2001                                                | 2001                                        |                                             | 957                                         | 957                                         |
| 2011                                                | 2011                                        |                                             | 999                                         | 999                                         |
| 2021                                                | 2021                                        |                                             | 890                                         | 890                                         |
| 2024                                                | 2024                                        |                                             | 880                                         | 880                                         |
| Quelle(n): Statistik Austria, Gebietsstand 1.1.2021 |                                             |                                             |                                             |                                             |

## Kultur und Sehenswürdigkeiten

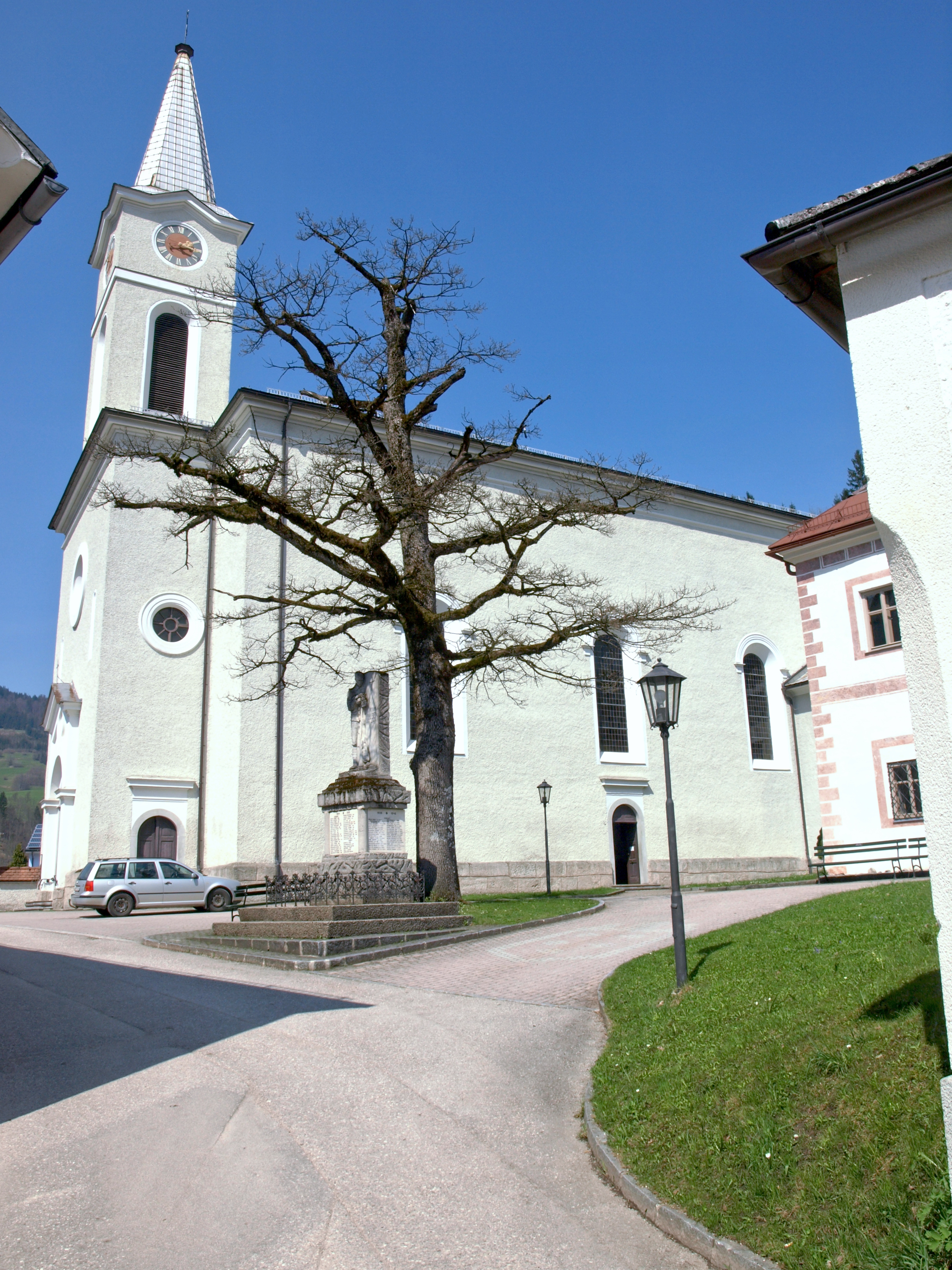
Pfarrkirche Opponitz

- Katholische Pfarrkirche Opponitz hl. Kunigunde

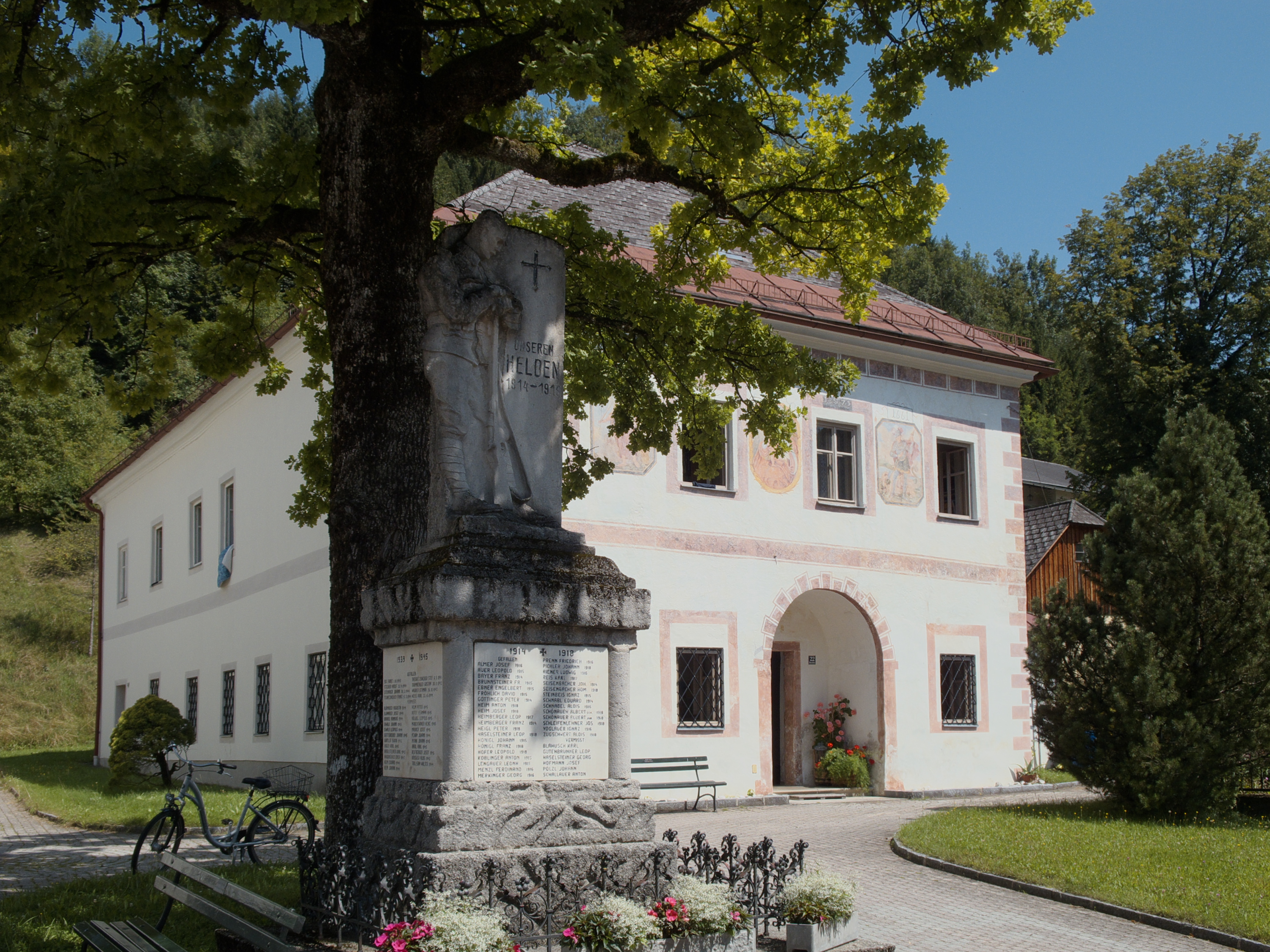
Pfarrhof und Kriegerdenkmal
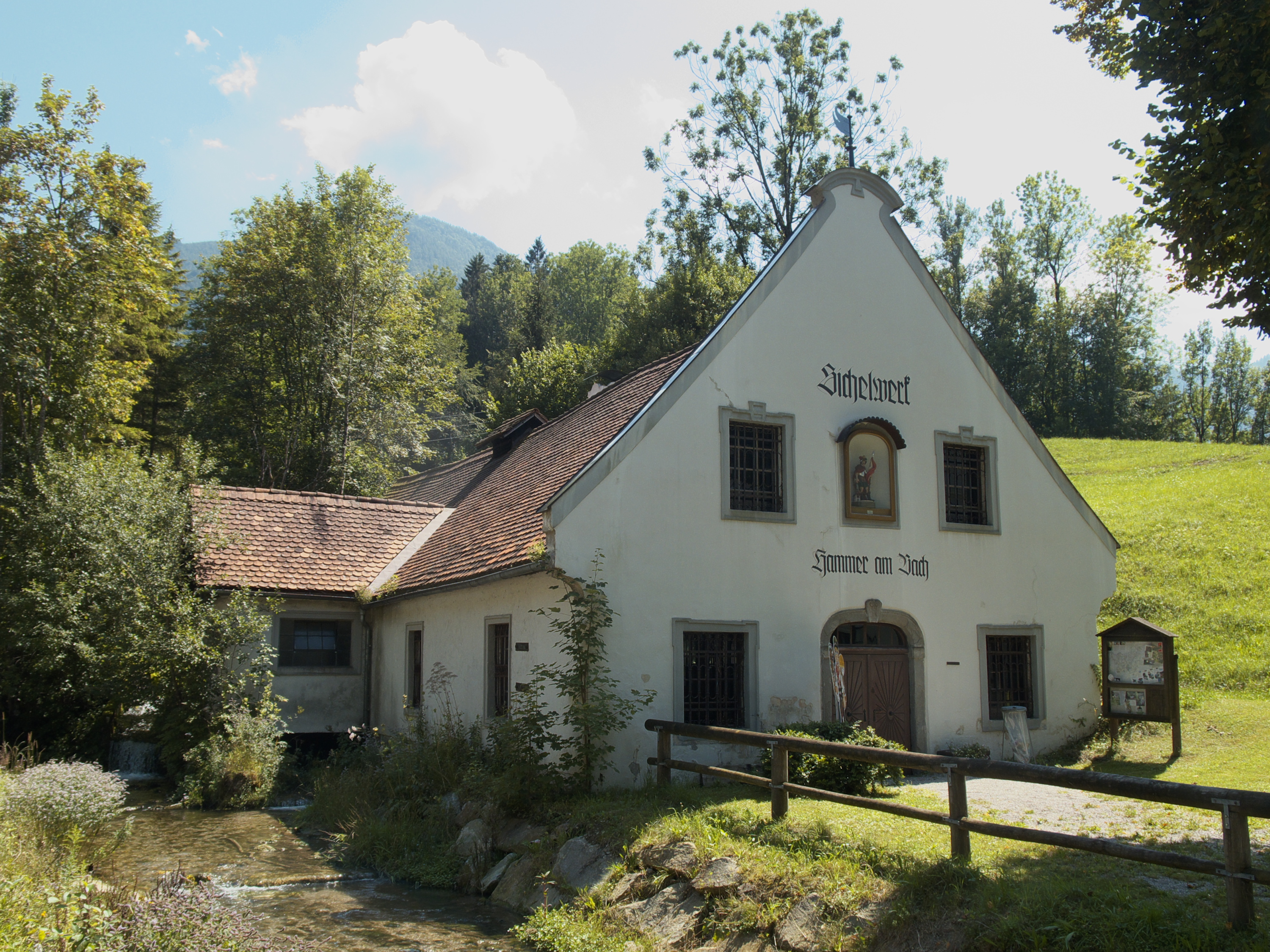
Historisches Hammerwerk „Hammer am Bach“

## Wirtschaft und Infrastruktur
Nichtlandwirtschaftliche Arbeitsstätten gab es im Jahr 2011 32, land- und forstwirtschaftliche Betriebe nach der Erhebung 2010 63. Die Zahl der Erwerbstätigen am Wohnort betrug nach der Volkszählung 2001 430. Die Erwerbsquote lag 2001 bei 46,18 Prozent. Arbeitslose gab es 2003 im Jahresdurchschnitt 786.
Bei Touristen ist Opponitz als Fischerdorf bekannt und besonders bei Fliegenfischern beliebt.

### Verkehr
- Bahn/Bus: Opponitz war Station an der schmalspurigen Ybbstalbahn. Seit dem 4. September 2010[6] verkehrt die Buslinie MO1 von Waidhofen über Opponitz nach Hollenstein bzw. nach Lunz (bei entsprechender Witterung über die L98(A), wodurch der Ortskern von Opponitz direkt angefahren werden kann und eine relative Fahrzeitersparnis im Vergleich zur stillgelegten Schmalspurbahn erreicht wurde.)

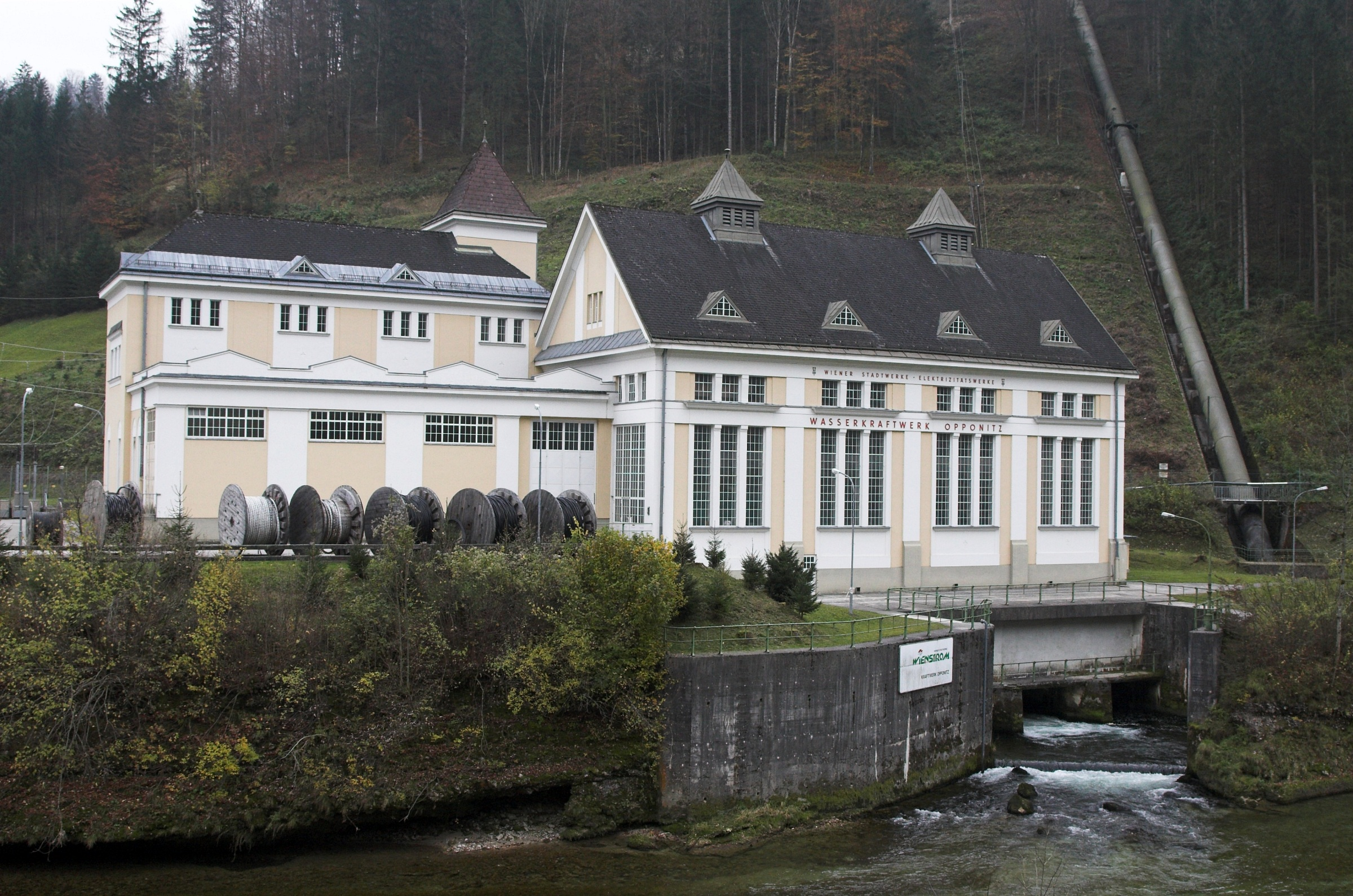
Kraftwerk Opponitz

### Kraftwerk
Das Kraftwerk Opponitz produziert seit 1924 Strom für Wien.

### Öffentliche Einrichtungen
In der Gemeinde gibt es einen Kindergarten und eine Volksschule.

## Politik

### Gemeinderat
Der Gemeinderat hat 15 Mitglieder.
- Nach den Gemeinderatswahlen in Niederösterreich 1990 hatte der Gemeinderat folgende Verteilung: 11 ÖVP und 8 SPÖ.
- Nach den Gemeinderatswahlen in Niederösterreich 1995 hatte der Gemeinderat folgende Verteilung: 7 SPÖ, 6 ÖVP und 6 Unparteiische Bürgerliste Opponitz-Aktiv.[10]
- Nach den Gemeinderatswahlen in Niederösterreich 2000 hatte der Gemeinderat folgende Verteilung: 11 ÖVP und 8 SPÖ.[11] (19 Mitglieder)
- Nach den Gemeinderatswahlen in Niederösterreich 2005 hatte der Gemeinderat folgende Verteilung: 8 ÖVP und 7 SPÖ.[12]
- Nach den Gemeinderatswahlen in Niederösterreich 2010 hatte der Gemeinderat folgende Verteilung: 8 ÖVP und 7 SPÖ.[13]
- Nach den Gemeinderatswahlen in Niederösterreich 2015 hatte der Gemeinderat folgende Verteilung: 10 ÖVP, 3 SPÖ und 2 FPÖ.[14]
- Nach den Gemeinderatswahlen in Niederösterreich 2020 hatte der Gemeinderat folgende Verteilung: 12 ÖVP, 2 SPÖ und 1 FPÖ.[15]
- Nach den Gemeinderatswahlen in Niederösterreich 2025 hat der Gemeinderat folgende Verteilung: 10 ÖVP, 3 FPÖ und 2 SPÖ.[16]

### Bürgermeister
- 1865–1885 Johann Pichler
- 1885–1893 Leopold Konrad
- 1893–1927 Florian Pichler
- 1927–1938 Johann Blaimauer
- 1938–1943 Ferdinand Meininger
- 1943–1945 Georg Blaimauer
- 1945–1948 Johann Blaimauer
- 1948–1950 Michael Marquart
- 1950–1961 Stefan Lueger
- 1961–1972 Ignaz Schneckenleitner
- 1972–1974 Leopold Pfaffel
- 1974–1995 Franz Teufel
- 1995–2010 Erwin Forster (Opponitz-Aktiv)
- 2010–2014 Leopold Hofbauer (ÖVP)
- seit 2014 Johann Lueger (ÖVP)

### Wappen
Der Gemeinde wurde 1996 folgendes Wappen verliehen: Über grünem Dreiberg gespalten, vorne in Blau ein silbernes Wasserrad, hinten in Silber ein auf dem Dreiberg stehender, aufgerichteter roter Wolf.

### Partnergemeinde
Seit 2007 unterhält Opponitz eine partnerschaftliche Beziehung zu Czernichów in Polen.

## Persönlichkeiten

### Söhne und Töchter der Gemeinde
- Kurt Maier (1925–2016), Politiker (SPÖ)
- Reinhard Resch (* 1955), österreichischer Arzt, Politiker (SPÖ) und seit 2012 Bürgermeister von Krems an der Donau

### Mit der Gemeinde verbundene Persönlichkeiten
- Alexander Schnabel (* 1987), Politiker und Abgeordneter zum Landtag von Niederösterreich